# Jamnik
Jamnik (szlovákul Jamník) község Szlovákiában, a Zsolnai kerületben, a Liptószentmiklósi járásban.

## Fekvése
Liptószentmiklóstól 6,5 km-re keletre, a Vág és a lengyel határ között fekszik.

## Története
1346-ban „Yemnik” alakban említik először. Neve a szlovák jama (= gödör) főnévből származik és arra vall, hogy a falu gödörben keletkezett. Egykori nemesi falu, első ismert birtokosa Serefel fia Miklós, a Pottornyai család őse. A falu 1848-ig a Pottornyai nemesi család tulajdonában állt. 1715-ben 34 adózó családfője volt. 1784-ben 50 házában 445 lakos élt.
A 18. század végén Vályi András így ír róla: „JAMNIK. Tót falu Liptó Várm. földes Urai Potornyai, és több Uraságok, lakosai katolikusok, fekszik Okolitsnához 1 mértföldnyire, Szent Ivánnak filiája, földgyének 2/3 része közép termékenységű.”
1828-ban 49 háza volt 396 lakossal. Lakói mezőgazdasággal, állattartással foglalkoztak. A 19. század második felétől a férfiak kőművesmunkákat is végeztek, főként budapesti építkezéseken dolgoztak.
Fényes Elek 1851-ben kiadott geográfiai szótárában így ír a faluról: „Jamrik, tót falu, Liptó vármegyében, 396 evang. lak. Juhtartás, derék erdő. F. u. Poturnyay. Ut. p. Okolicsna.”
A trianoni diktátumig Liptó vármegye Liptóújvári járásához tartozott.

### Szentlélek
A határában egykor létezett Szentlélek (Sv.Duch) falu az 1709-es kuruc-labanc harcokban pusztult el. Először 1286-ban említik „Zenthlylek” alakban. 1381-ben „Villa S. Spiritus” néven Jamnik határában fekvő faluként szerepel. Birtokosa szintén a Pottornyai család volt.

## Népessége
| Év:            | 1994. | 2004.    | 2014.   | 2024.   |
| -------------- | ----- | -------- | ------- | ------- |
| Emberek száma: | 372   | 424      | 459     | 462     |
| Eltérés:       |       | +13,97 % | +8,25 % | +0,65 % |

| Év:            | 2023. | 2024.   |
| -------------- | ----- | ------- |
| Emberek száma: | 465   | 462     |
| Eltérés:       |       | -0,64 % |

1910-ben 629, túlnyomórészt szlovák lakosa volt.
2001-ben 361 lakosából 352 szlovák volt.
2011-ben 478 lakosából 469 szlovák.

## Nevezetességei
- Neoklasszicista evangélikus temploma 1907-ben épült.

## Külső hivatkozások
- Községinfó
- Jamnik Szlovákia térképén
- E-obce.sk Archiválva 2016. december 26-i dátummal a Wayback Machine-ben